# Maryna Radoměrská
Maryna Radoměrská, vlastním jménem Marie Hůrková (18. dubna 1906 Smíchov – 1993) byla česká spisovatelka, autorka řady konvenčních ženských románů, řazených do žánru tzv. červené knihovny.

## Život
Pocházela z rodiny vydavatele odborných časopisů Jana Hůrky (28. 4. 1872) příslušného do Psár a Emilie Hůrkové-Homolkové (20. 6. 1882) ze Smíchova, svatbu měli 15. 9. 1903. Byla vychována jako tehdejší dívky z lepších rodin (hodiny klavíru, tenisu, tance atp.). V osmnácti letech odmítla již dále studovat a provdala se. Sklony k psaní projevovala již od mládí. Psala zábavným a jednoduchým jazykem a publikovala hlavně v časopise Hvězda československých paní a dívek. Roku 1934 se její román Světlo jeho očí stal skutečným bestsellerem. Především díky němu je často považována za první dámu českého románu pro ženy. Své úspěšné prózy také dramatizovala a několik z nich bylo zfilmováno.
Kromě prvoplánových milostných románů se snažila psát i psychologická díla se sociální problematikou, která však nebyla čtenáři přijata tak, jak očekávala.
Její spisovatelská kariéra byla násilně ukončena po komunistickém převratu v roce 1948, kdy byla postižena zákazem publikování. Její poslední dílo, Maminka z papíru tak zůstalo nevydáno. Ještě před svou smrtí se dočkala toho, že její knihy začaly být po pádu komunistického režimu roku 1989 opět vydávány.
V roce 1925, v Praze na Vinohradech, si vzala redaktora Ladislava Radoměřského, který však, jako jeho pozdější manželka, užíval jméno Radoměrský. Maryna Radoměrská, měla sestru herečku Drahomíru Hůrkovou (1917–1990), která shodou náhod hrála ve zfilmovaném románu své Maryny Krb bez ohně (1937).

### Próza
- Pozdě (1922), historie dívčího srdce.
- Historie Tavierů (1923).
- Její veliká oběť (1929).
- Žena pod křížem, (1932), v časopise Hvězda, knižně 1935, zfilmováno, román, který se poněkud vymyká zavedeným konvencím červené knihovny, vypráví tragický příběh dívky, kterou si pro peníze vezme dělník z tiskárny jejího otce.
- Mezi otcem a dcerou (1933).
- Kletba tropů (1933), v časopise Hvězda.
- Světlo jeho očí (1934–1935), v časopise Hvězda, knižně 1935, nejúspěšnější autorčin román, bestseller, který byl záhy zdramatizován i zfilmován.[3] Vypráví o lásce chudé a obětavé ošetřovatelky k osleplému synovi továrníka.
- Srdce v soumraku (1936), kalvarie matčina srdce, zfilmováno.
- Krb bez ohně (1936–1937), v časopise Hvězda, knižně 1938, zfilmováno, snaha o zachycení sociálního prostředí chudých lidí.
- Kroky v mlze (1938), zfilmováno.
- Zámek na písku (1941), v časopise Pražanka.

U následujících děl se nepodařilo zjistit případný rok prvního vydání před rokem 1948, ale pouze rok vydání po roce 1989:
- Ve stínu viny (1993).
- Rozpjatá křídla (1993).
- Ostrov opuštěných (1993).
- Dětský domov Jany Rajnerové (1993), román o obětavé ženě, která se po osobním zklamání věnuje dobročinnosti.
- Těžká léta 1995), příběh statečné dívky, která se po matčině smrti stará o početnou osiřelou rodinu.
- Pochybený život (1998)

### Divadelní hry
- Světlo jeho očí (1935).
- Žena pod křížem (1935).
- Srdce v soumraku (1937).
- Krb bez ohně (1937).

## Filmové adaptace
- Světlo jeho očí (1936), český film podle stejnojmenného románu, režie Václav Kubásek, v hlavních rolích Zita Kabátová, Jiří Steimar a Jiří Dohnal.
- Srdce v soumraku (1936), český film podle stejnojmenného románu, režie Vladimír Slavínský, v hlavní roli Věra Ferbasová a Jiří Dohnal.
- Žena pod křížem (1937), český film podle stejnojmenného románu, režie Vladimír Slavínský, v hlavních rolích Helena Bušová, Věra Ferbasová a Gustav Hilmar.
- Krb bez ohně (1937), český film podle stejnojmenného románu, režie Karel Špelina, v hlavních rolích Hana Vítová a R. A. Dvorský.
- Bláhové děvče (1938), český film podle románu Kroky v mlze, režie Václav Binovec, v hlavních rolích Hana Vítová a Vladimír Borský.